# Baticles de Magnesia
Baticles de Magnesia (en griego antiguo: Βαθυκλῆς, Bathycles) fue un famoso arquitecto y escultor griego de Magnesia del Meandro y jefe de un grupo de artistas de la misma ciudad que construyeron por encargo de los espartanos el gran trono del Apolo, en la ciudad de Amiclas, recubierto con un gran número de bajorrelieves y coronado por estatuas. Este trono estaba destinado a una estatua de Apolo más antigua.
Pausanias da una descripción de él. Los autores antiguos no indican en qué época vivió Baticles, pero modernamente se le considera del tiempo de Solón o poco posterior.